# Salomon (król Izraela)

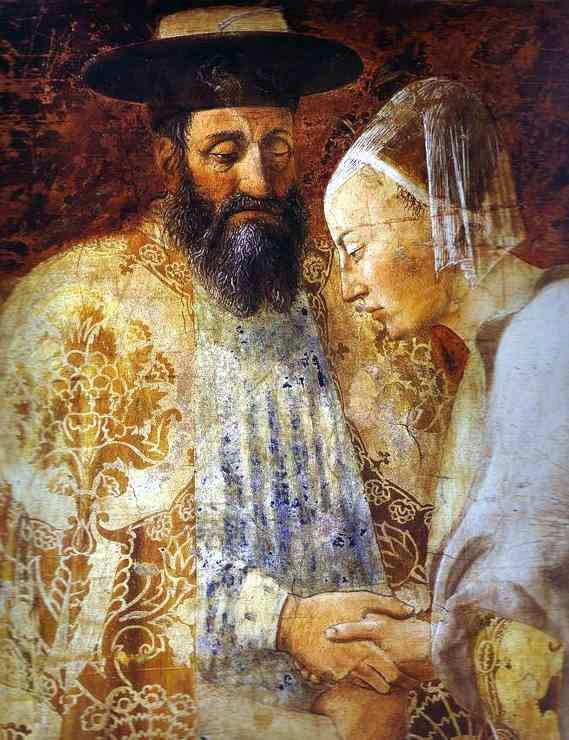
Salomon i królowa Saby (mal. Piero della Francesca)

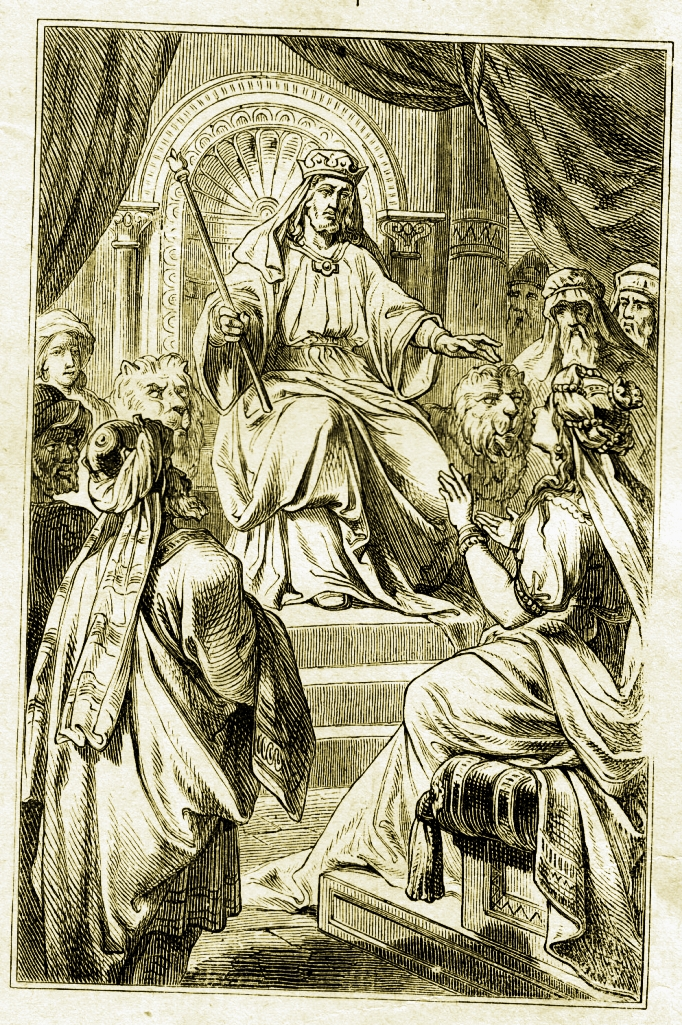
„Salomon na tronie” (XVIII-wieczna rycina)

Salomon (hebr. ‏שְׁלֹמֹה‎, Szlomo, arab. ‏سليمان‎, Sulayman, Sulaiman, Süleyman, Solyman; ur. ok. 1000 p.n.e., zm. ok. 931 p.n.e.) – biblijny król Izraela, syn i następca króla Dawida.
Swój dwór uczynił ośrodkiem kultury, głównie literatury. Według tradycji biblijnej słynął z mądrości. Na lata jego panowania przypada największa świetność monarchii hebrajskiej. Należy zauważyć, że niemal wszystko, co wiadomo o Salomonie, pochodzi z Biblii (głównie z Pierwszej Księgi Królewskiej 1-11 i Drugiej Księgi Kronik 1–9); inne źródła historyczne są nieliczne i niepewne.

## Daty panowania
Daty panowania Salomona nie są pewne. Proponuje się lata 973–935 p.n.e. (V. di Giovanni, G. Pretto), 970–931 p.n.e. (V. Pavlovsky, E. Vogt, B. Andre-Salvini, J.E. Morby), 970–930 p.n.e. (E.R. Thiele, S.H. Horn), 969–926 p.n.e. (M. Bocian), 965–926 p.n.e. (G.E. Wright, F.V. Filson), 960–930 p.n.e. (P. Connoly).

## Wywód rodowodowy
| 4. Jesse              |  |             |  |  |            |
|                       |  | 2. Dawid    |  |  |            |
| 5. nieznana przodkini |  |             |  |  |            |
|                       |  |             |  |  | 1. Salomon |
| 6. Eliam              |  |             |  |  |            |
|                       |  | 3. Batszeba |  |  |            |
| 7. nieznana przodkini |  |             |  |  |            |
|                       |  |             |  |  |            |

## Dzieciństwo i młodość
Salomon był synem Dawida, króla Izraela, i Batszeby, wdowy po Uriaszu. Urodził się w Jerozolimie już po śmierci swojego starszego rodzonego brata. Otrzymał imię Jedidiasz, imię Salomon było najprawdopodobniej imieniem tronowym, które przybrał dopiero po objęciu rządów.

## Objęcie tronu
- W ostatnich latach rządów Dawida spośród synów króla dwaj liczyli się w kwestii sukcesji. Byli to Adoniasz i Salomon; pierwszy miał poparcie dowódcy pospolitego ruszenia Joaba i arcykapłana Abiatara, drugiego zaś popierali: dowódca gwardii królewskiej Benajasz, kapłan Sadok, prorok Natan oraz bohaterowie Dawida. Dzięki staraniom swojej matki Batszeby Salomon został na polecenie Dawida namaszczony przy źródle Gichon na króla przez Sadoka i Natana.
- Po namaszczeniu na króla Salomon zapewnił swojego brata Adoniasza, że jeżeli będzie postępował wobec niego uczciwie, nie pozwoli go skrzywdzić. Na łożu śmierci Dawid zobowiązał Salomona do zabicia Joaba i Szimejego z Bachurim. Pierwszy miał zginąć za zabójstwo Abnera i Amasa, syna Jetera, drugi za to, że gwałtownie przeklinał Dawida.
- Krótko po objęciu rządów przez Salomona jego brat Adoniasz zwrócił się z prośbą o rękę Abiszag, należącej do haremu króla Dawida. W starożytności posiadanie żony króla dawało prawo do tronu, dlatego Salomon kazał zamordować brata. Kazał też – zgodnie z wolą ojca – zabić Joaba i Szimejego. Dodatkowo pozbawił Abiatara urzędu arcykapłana i przekazał go w ręce kapłana Sadoka.

## Rządy wewnętrzne
- Zasłynął jako budowniczy. W ciągu siedmiu lat wybudował w Jerozolimie świątynię, zwaną później pierwszą świątynią jerozolimską. Trzynaście lat budował sobie pałac. Inne jego budowle to: Dom Lasu Libanu, pałac dla córki faraona, mury jerozolimskie, zabudowy w miejscowościach Chacor, Megiddo i Gezer, miasta-spichlerze Baalat i Tamar.
- Jako pierwszy z izraelskich władców korzystał z rydwanów.
- Jego wojsko składało się w znacznej części z nie-Izraelitów, np. Jebusytów, Hetytów (Chetytów) czy Amorytów.
- Doprowadził do przeniesienia Arki Przymierza do Pierwszej Świątyni.
- W pierwszych latach rządów pozostawał wierny kultowi Jahwe, później dopuścił do politeizmu – stawiając nawet posągi Kemoszowi (bóg moabicki) i Milkomowi (bóg ammonicki).
- Przeciwnikiem Salomona był Hadad, potomek królów Edomu i powinowaty faraona. W ostatnich latach rządów z przywódców opozycji wyróżniali się Rezon (inaczej Resin), syn Eliady, oraz Jeroboam, późniejszy pierwszy władca Królestwa Północnego.

## Polityka zagraniczna

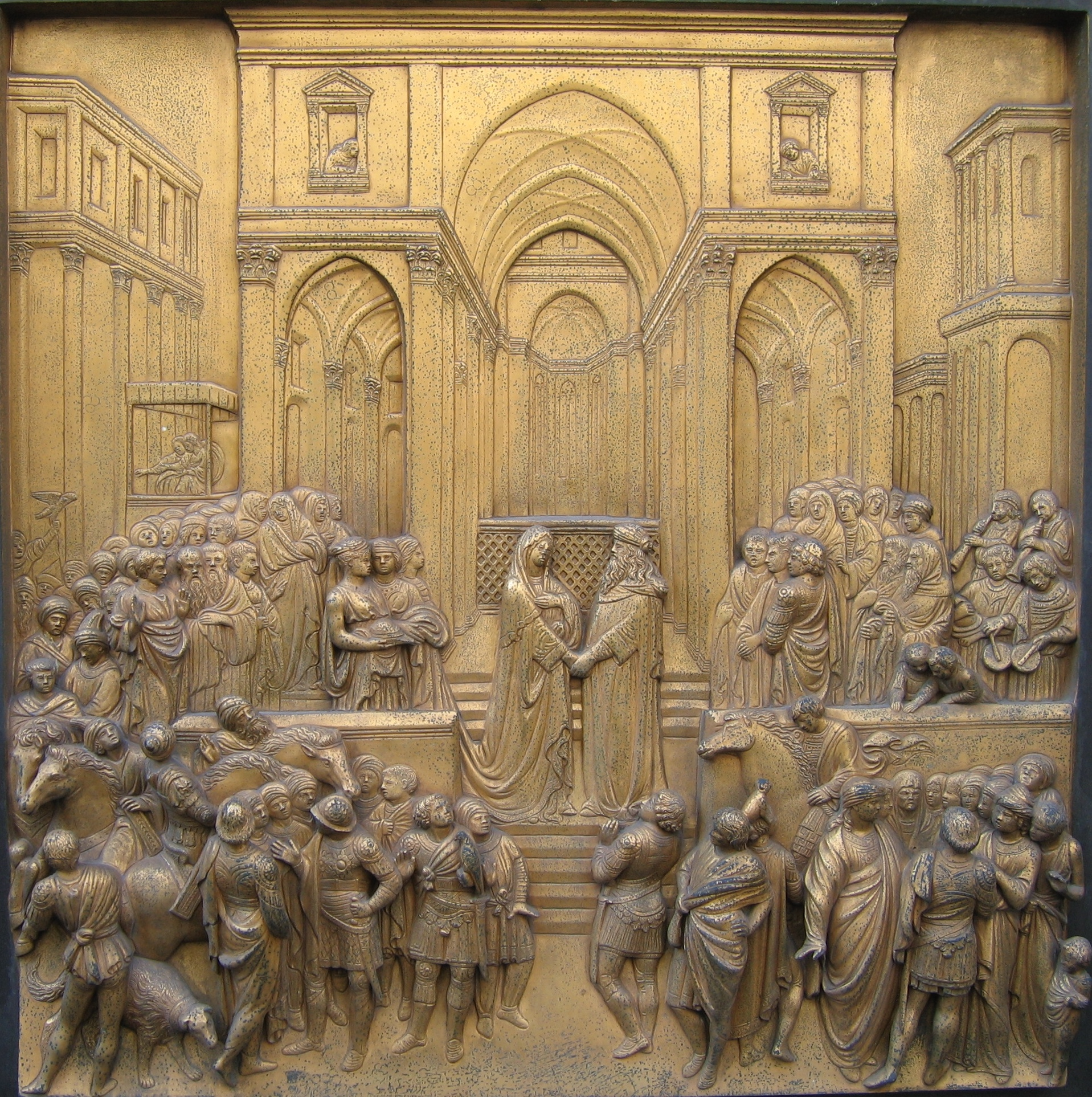
Salomon i królowa Saby – płaskorzeźba z florenckiego Battistero San Giovanni

- W pierwszych latach rządów zawarł sojusz z faraonem egipskim, żeniąc się z jego córką. W posagu egipska żona Salomona wniosła mu miasto Gezer.
- Pozostawał w przyjaźni z Hiramem, królem Tyru. Zapewnił on Salomonowi materiały do budowy świątyni w Jerozolimie.
- Stworzył izraelską flotę: zbudowano ją w Esjon-Geber (koło obecnego kurortu turystycznego Ejlat), w Zatoce Akaba, stanowiącej część Morza Czerwonego. Flota ta pływała w celach handlowych do tajemniczego Ofiru, położonego na wschodnim wybrzeżu Afryki, ewentualnie w Arabii lub w Indiach.
- Nawiązał kontakty z arabskim Królestwem Saby; jego władczyni złożyła nawet dyplomatyczną wizytę w Jerozolimie.

## Mądrość Salomona

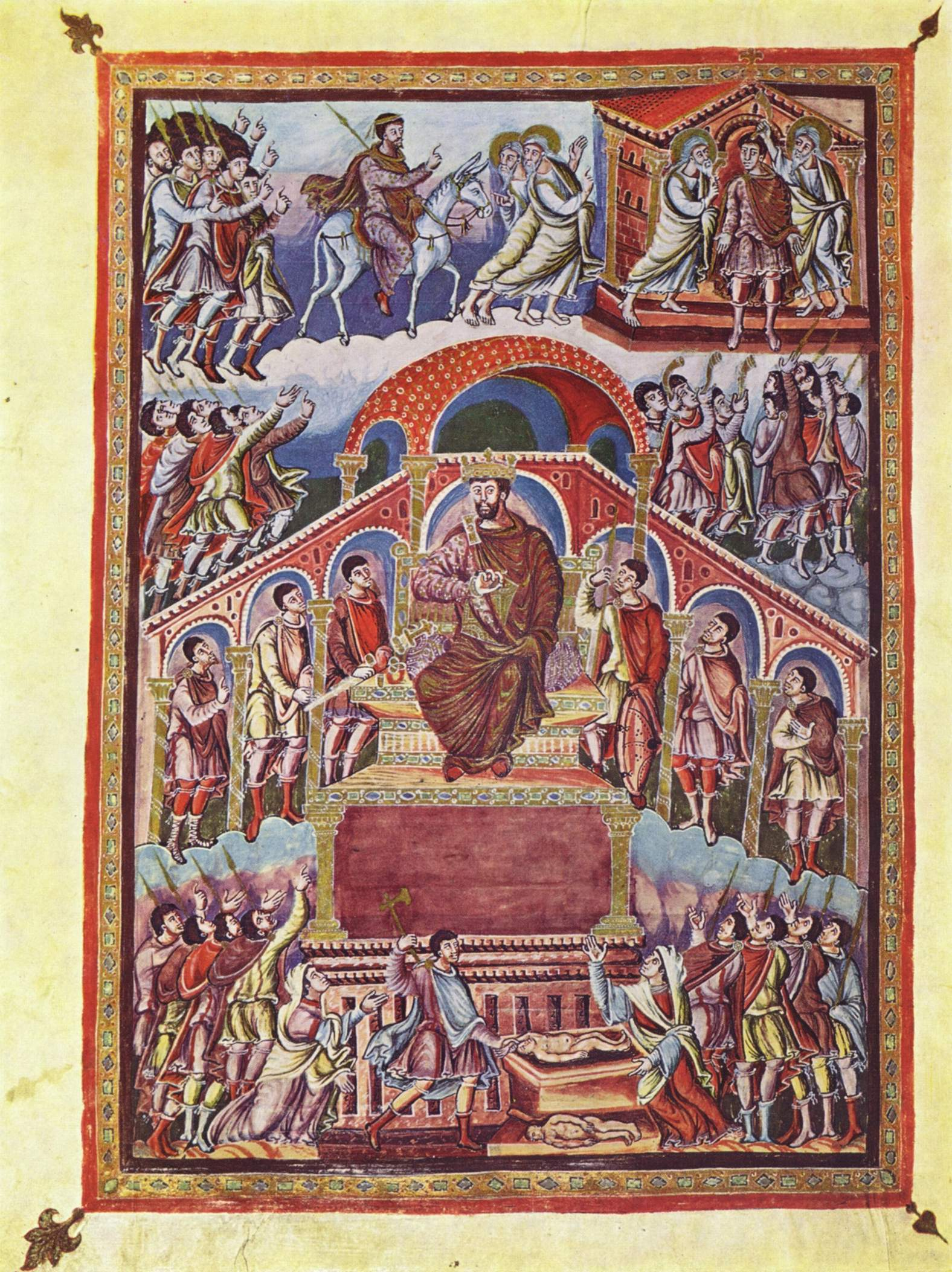
Sąd Salomona – miniatura z Biblii Karola Łysego (kon. IX w.)

- Salomon według Biblii słynął ze swojej mądrości. Według 1 Księgi Królewskiej, podczas pobytu w Gibeonie Salomonowi w czasie snu ukazał się Bóg i rzekł: „Proś, co ci mam dać”. Salomon poprosił o serce rozumne, aby mógł właściwie sądzić lud oraz rozróżniać między dobrem i złem. Ponieważ podobało się to Bogu, że Salomon prosił o taką rzecz, odrzekł: „Oto daję ci serce mądre i rozumne, że takiego jak ty jeszcze nie było przed tobą i takiego jak ty również po tobie nie będzie” (1 Krl 3. 5-12). „Bóg dał Salomonowi mądrość i rozsądek nadzwyczajny oraz rozum nieogarniony, jak piasek na brzegu morza. Toteż mądrość Salomona przewyższała wszystkich ludzi Wschodu i Egipcjan. (...) Wypowiedział bowiem trzy tysiące przysłów, a pieśni jego było tysiąc pięć” (1 Krl 5, 9–12).
- W Biblii opisana jest historia związana z wyrokowaniem króla: nierządnice miały po jednym niemowlęciu, jedno z nich umarło, każda twierdziła, że jej dziecko żyje. Salomon stwierdził, że należy dziecko rozciąć na dwie połowy, aby każda kobieta otrzymała po połowie. Wtedy przeciwko wyrokowi zaprotestowała prawdziwa matka, która wolała oddać je rywalce, niż pozwolić, by poniosło śmierć; Salomon poznał po tym, że to ona była matką dziecka i oddał jej niemowlę (1 Krl 3, 16–28); (zob. Salomonowy wyrok).

## Żony i potomstwo Salomona
Posiadał, jak inni ówcześni władcy, liczny harem. Źródła biblijne podają, że miał 700 żon-księżniczek i 300 żon drugorzędnych. Wiadomo, że wśród jego żon były Moabitki, Ammonitki (znana z imienia jest jedynie Naama), Edomitki, Sydonitki i Hetytki (Chetytki). Już na początku rządów poślubił córkę faraona (prawdopodobnie Siamona albo jego następcy, Psusennesa II z XXI dynastii).
Imiennie znani są tylko jego syn i następca Roboam oraz córki Tafat i Basmat. Sądząc po liczebności haremu, Salomon musiał mieć więcej dzieci, jednak w źródłach brak wzmianek na ich temat.

## Salomon i demony
Biblia nie mówi nic o związkach Salomona z demonami i rzekomej władzy, którą miał nad nimi posiadać.
Jako pierwszy wspomina o tym żydowski historyk Józef Flawiusz: „Tak wielka była roztropność i mądrość, której Bóg udzielił Salomonowi, że przewyższał on nią wszystkich ludzi dawnych, a nawet Egipcjanie, którzy ponoć górują nad wszystkimi ludźmi bystrością umysłu, nie tylko nie dorównywali Salomonowi, ale pozostawali daleko w tyle za roztropnością króla. [...] Bóg obdarzył go również znajomością sztuki stosowanej przeciwko demonom w celu wspomagania i leczenia ludzi. Układał więc Salomon zaklęcia przynosząc ulgę w chorobach i zostawił po sobie formuły egzorcyzmów, za pomocą których ludzie opętani przez demony mogą je wygnać tak, że nigdy nie wrócą” (Józef Flawiusz, Dawne Dzieje Izraela, Oficyna Wydawnicza „Rytm”, Warszawa 1997 (8, 2, 5) s. 372).
Podobne opinie znajdziemy w Talmudzie, poza tym w Koranie mamy wzmiankę, że Prorok Sulejman (czyli właśnie biblijny Salomon) dostał jako dar od Allaha możliwość kontroli nad dżinnami, a one były mu posłuszne (Koran, 27:39).
Kabaliści przypisywali Salomonowi napisanie różnych ksiąg zawierających wiedzę tajemną. Najsłynniejszą z okultystycznych ksiąg, za autora której uważa się króla Salomona, jest Sztuka Goecji (nazwa ta pochodzi od greckiego goetia – wycie), czyli I księga Lemegetonu, nazywanego również Małym Kluczem Salomona. Do czasów współczesnych zachowały się co najmniej cztery wersje tego dzieła, lecz żadna z nich nie pochodzi z czasów dawniejszych aniżeli przełom XVI i XVII.
Dzieło to przedstawia szczegółową charakterystykę 72 demonów, które król Salomon miał niegdyś rzekomo mocą swych wielkich zaklęć zamknąć w mosiężnym naczyniu. Jak głosi legenda, od tamtej chwili duchy te zmuszone były służyć każdemu, kto poznał ich magiczne pieczęcie i w zakreślonym kręgu magicznym wypowiedział Salomonowe zaklęcia.

## Kontrowersje
We współczesnej historiografii autentyczność postaci Salomona bywa kwestionowana. Jak dowodzą Łukasz Niesiołowski-Spano oraz Krystyna Stebnicka, nie ma żadnych śladów które by wskazywały, że w Palestynie X--X w p.n.e. istniało państwo o rozmiarze i znaczeniu opisywanym w Biblii, nie ma pozabiblijnych przekazów mówiących o Salomonie, a przekaz biblijny jest wyraźnie ahistoryczny.

## Salomon w literaturze i muzyce
W żydowskiej tradycji uchodzi za autora Księgi Koheleta, Pieśni nad pieśniami i Księgi Przysłów. W Koranie pod imieniem Sulajman jest prawzorem Mahometa. W arabskich legendach występuje jako jeden z czterech wielkich władców świata obok Nimroda, Nabuchodonozora i Aleksandra Wielkiego.
Utwory literackie z Salomonem w roli głównej:
- Starotestamentowe apokryfy:, Psalmy Salomona, Ody Salomona;
- Dialogues of Salomon and Saturn (X wiek) – staroangielskie podanie; partnerem Salomona w dyspucie jest chaldejski książę Saturn;
- Lob Salomons (poemat religijny powstały między 1100 a 1110 rokiem);
- Dialogus Salomonis et Marcolfi (ok. 1200 r.) – łaciński dialog prozą;
- Rozmowy, które miał król Salomon mądry z Marchołtem grubym a sprośnym autorstwa Jana z Koszyczek (1521)
- Dramat S. Bricka Sapientia Salomonis z 1547 roku.Testament Salomona

Utwory muzyczne z Salomonem:
- Oratorium G. Carissimiego Iudicium Salomonis (XVII wiek)
- Oratorium G.F. Händla Salomon (HWV 67)
- Oratorium M.A. Charpentiera Iudicium Salomonis, H.422 (XVII w.)
- Melodramat J. Elsnera Sąd Salomona wystawiony w Warszawie w 1806 roku
- Ernest Bloch – Schelomo: Rhapsodie Hébraïque na wiolonczelę i orkiestrę
- Utwór Muzyka podwórkowa z płyty Diox/The Returners – Logika Gry (2011)

Odniesienia do Salomona zawierają również Godzinki o Niepokalanym Poczęciu Najświętszej Maryi Panny.